# Поречье (Львовский район)
Поречье (укр. Поріччя) — село в Великолюбенской поселковой общине Львовского района Львовской области Украины.
Население по переписи 2001 года составляло 192 человека. Занимает площадь 1,13 км². Почтовый индекс — 81556. Телефонный код — 3231.

## История
В 1946 г. Указом ПВС УССР село Поречье-Любинское переименовано в Поречье.